# 3月
3月是公历年中的第三个月，是大月，共有31天。
在北半球，3月是春季的第一个月，本月节气有：惊蛰、春分；在南半球，3月是秋季的第一个月。
英文中的3月（March）来源于古罗马战神玛尔斯。

## 節日／紀念日

### 整月
- 全国妇女历史月（美国）

### 日期固定
- 3月3日：女兒節（日本）
- 3月8日：国际妇女节
- 3月12日：植树节（中華人民共和國及中華民國）
- 3月14日
  - 白色情人節（日本）
  - 圆周率日
  - 反侵略日（ 中華民國）[1]
- 3月17日
  - 国医节（中国）
  - （愛爾蘭）
- 3月21日：世界林业节、世界森林日
- 3月24日：真相與正義紀念日（阿根廷）
- 3月25日：母亲节（英国）
- 3月27日：緬甸軍人節
- 3月29日：革命先烈紀念日與青年節[1]（ 中華民國）
- 3月31日：國際跨性別現身日

### 日期不固定
- 每年節氣春分前的星期五是世界睡眠日。
- 在日本，3月20日或前後日為春分之日。同時也是伊朗的納吾肉孜節。
- 3月最后一个星期一是中華人民共和國的全国中小学生安全教育日。
- 耶穌受難日是訂在3月19日至4月30日之間的首個滿月天之後的星期五。
- 復活節是訂在3月19日至4月30日之間的首個滿月天之後的星期日。

## 其他
- 3月开始于与11月一个星期的同样一天。
- 在平年，3月开始于与2月一个星期的同样一天。
- 3月的星座包含雙魚座（2/19~3/20）和牡羊座（3/21~4/19）
- 3月的誕生石是海藍寶石和雞血石。這些石代表勇氣。
- 3月的誕生花水仙花[2]。
- 在加拿大、印度、香港、澳門及日本等國家或地區，財政年度（會計年度）從昨年4月1日起，至本年3月31日為止。在日本，各級學校的畢業典禮通常於3月舉行。